# Marcus Coloma
Pour les articles homonymes, voir Coloma.
Marcus Coloma est un acteur américain, né le 18 octobre 1978 à Middletown, en Californie.

## Biographie
Coloma a joué dans Fox's Point Pleasant dans le rôle de Père Tomas et a dirigé la série produite par Jennifer Lopez, South Beach, dans le rôle de Matt Evans. Coloma est apparu dans plusieurs émissions de télévision, notamment One Tree Hill, et a interprété le rôle de Leo Cruz comme un amour potentiel pour Emily, protagoniste principal du film, et le frère d'une autre vedette, Kaylie Cruz, dans l'émission Make Family ou Break It d'ABC Family.
Il a interprété l'intérêt amoureux de Hilary Duff dans le film de MGM, Material Girls . Il a joué dans Sam Franchise, Beverly Hills Chihuahua 2 et 3, dans le rôle de sam.

## Filmographie

### Cinéma
- 2006 : Material Girls : Rick
- 2011 : Le Chihuahua de Beverly Hills 2 (Beverly Hills Chihuahua 2) : Sam Cortez
- 2012 : Le Chihuahua de Beverly Hills 3 (Beverly Hills Chihuahua 3) : Sam Cortez
- 2013 : Syrup (en) : Jim

### Télévision
- 1999 : Undressed (série télévisée) : Charlie
- 2001 : Go Fish (série télévisée) : Spence Matlock
- 2001 : All About Us (série télévisée) : Sean
- 2002 : Totalement jumelles (So Little Time) (série télévisée) : Un voleur de voiture
- 2003 : La Vie avant tout (Strong Medicine) (série télévisée) : Caesar
- 2003 : JAG (série télévisée) : P.O. Matthew Cantrell
- 2003 : Threat Matrix (série télévisée) : Un caissier
- 2005 : Point Pleasant (série télévisée) : Père Thomas
- 2006 : South Beach (série télévisée) : Matt Evans
- 2006 : Les Frères Scott (One Tree Hill) (série télévisée) : Marcus
- 2006 : Les Experts : Miami (CSI: Miami) (série télévisée) : Luke Baylor
- 2008 : Retour à Lincoln Heights (Lincoln Heights) (série télévisée) : Danny Marinero
- 2009-2010 : Championnes à tout prix (Make it or Break It) (série télévisée) : Leo Cruz
- 2010 : Les Experts (CSI: Las Vegas) (série télévisée) : Bingo Mathers
- 2011 : Psycho Girlfriend (série télévisée) : Noah
- 2011 : The Online Gamer (série télévisée) : Un type dans l'ombre
- 2012 : Emily Owens M.D. (série télévisée) : P.O. Rick Malone
- 2013 : Drop Dead Diva (série télévisée) : Robert Medina
- 2013 : Mentalist (série télévisée) : Roberto Salas